# Anastasia Nefedova
Anastasia Evgenyevna Nefedova (Moscú, Rusia, 11 de enero de 1999) es una ex tenista nacionalizada estadounidense. Representa deportivamente a Estados Unidos.

## Trayectoria
Nefedova comenzó a jugar al tenis a los cinco años y prefiere las canchas de tierra batida. Principalmente juega torneos en el Tour Mundial de Tenis Femenino de la ITF, donde ha ganado tres títulos de dobles hasta el momento. Nefedova reside en Bradenton (Florida).

## Finales del Circuito ITF

### Individuales: 10 (0 títulos, 10 Subcampeonatos)
| Premios                |
| ---------------------- |
| torneos de USD 100,000 |
| torneos de USD 80,000  |
| torneos de USD 60,000  |
| torneos de USD 25,000  |
| torneos de USD 15,000  |
| torneos de USD 10,000  |

| Finales por superficie |
| ---------------------- |
| Dura (0–2)             |
| Arcilla (0–8)          |
| Hierba (0–0)           |
| Carpeta (0–0)          |

| Resultado | G / P | Fecha           | Torneo                                    | Nivel  | Superficie | Adversario             | Puntaje       |
| --------- | ----- | --------------- | ----------------------------------------- | ------ | ---------- | ---------------------- | ------------- |
| Pérdida   | 0-1   | Noviembre 2017  | ITF Cúcuta, Colombia                      | 15,000 | Arcilla    | María Herazo González  | 2–6, 2–6      |
| Pérdida   | 0-2   | Septiembre 2019 | ITF/USTA Lawrance, Kansas, Estados Unidos | 15,000 | Dura       | Vanessa Ong            | 0–6, 5–7      |
| Pérdida   | 0-3   | Febrero 2020    | ITF/TENNIS EUROPE Antalya, Turquía        | 15,000 | Arcilla    | Andreea Rosca          | 4–6, 5–7      |
| Pérdida   | 0-4   | Enero 2021      | ITF El Cairo, Egipto                      | 15,000 | Arcilla    | Jessica Bouzas Maneiro | 0–6, 0–6      |
| Pérdida   | 0-5   | Enero 2021      | ITF El Cairo, Egipto                      | 15,000 | Arcilla    | Chantal Skamlova       | 4–6, 7–5, 4–6 |
| Pérdida   | 0-6   | Marzo 2021      | ITF Monastir, Túnez                       | 15,000 | Dura       | Monika Kilnarová       | 6–2, 2–6, 4–6 |
| Pérdida   | 0-7   | Septiembre 2021 | ITF El Cairo, Egipto                      | 15,000 | Arcilla    | Anastasia Zolotareva   | 4–6, 4–6      |
| Pérdida   | 0-8   | Diciembre 2021  | ITF El Cairo, Egipto                      | 15,000 | Arcilla    | Rosa Vicens Mas        | 4–6, 4–6      |
| Pérdida   | 0-9   | Diciembre 2021  | ITF El Cairo, Egipto                      | 15,000 | Arcilla    | Anastasia Zolotareva   | 4–6, 2–6      |
| Pérdida   | 0-10  | Enero 2022      | ITF El Cairo, Egipto                      | 15,000 | Arcilla    | Sapfo Sakellaridi      | 5–7, 3–6      |

### Dobles: 9 (3 títulos, 6 Subcampeonatos)
| Premios                |
| ---------------------- |
| torneos de USD 100,000 |
| torneos de USD 80,000  |
| torneos de USD 60,000  |
| torneos de USD 25,000  |
| torneos de USD 15,000  |
| torneos de USD 10,000  |

| Finales por superficie |
| ---------------------- |
| Dura (1–4)             |
| Arcilla (2–5)          |
| Hierba (0–0)           |
| Carpeta (0–0)          |

| Resultado | N.º | Fecha                   | Nivel  | Torneo                      | Superficie | Compañero            | Oponentes                            | Puntaje        |
| --------- | --- | ----------------------- | ------ | --------------------------- | ---------- | -------------------- | ------------------------------------ | -------------- |
| Pérdida   | 1.  | 5 de junio de 2016      | 10,000 | ITF Sharm El Sheikh, Egipto | Dura       | Shivika Burman       | Sai Chamarthi Qianqian Zhao          | 4–6, 0–6       |
| Ganador   | 1.  | 24 de febrero de 2018   | 15,000 | ITF Hammamet, Túnez         | Arcilla    | Andreea Roșca        | Elizabeth Halbauer Caroline Romeo    | 6–3, 6–1       |
| Pérdida   | 2.  | 29 de noviembre de 2020 | 15,000 | ITF El Cairo, Egipto        | Arcilla    | Jazmín Ortenzi       | Elina Avanesyan Anna Kubareva        | 3–6, 5–7       |
| Ganador   | 2.  | 10 de enero de 2021     | 15,000 | ITF El Cairo, Egipto        | Arcilla    | Lexie Stevens        | Fanny Östlund Sandra Samir           | 6–1, 6–4       |
| Pérdida   | 3.  | 24 de enero de 2021     | 15,000 | ITF El Cairo, Egipto        | Arcilla    | Emma Davis           | Elina Avanesyan Lexie Stevens        | 1–6, 2–6       |
| Ganador   | 3.  | 4 de julio de 2021      | 15,000 | ITF Monastir, Túnez         | Dura       | Laetitia Pulchartova | Mariana Drazic Noa Liauw A Fong      | 7–5, 6–2       |
| Pérdida   | 4.  | 25 de julio de 2021     | 15,000 | ITF Monastir, Túnez         | Dura       | Mariana Drazic       | Tiphanie Fiquet Akvile Parazinskaite | 5–7, 6–4, 8-10 |
| Pérdida   | 5.  | 15 de agosto de 2021    | 15,000 | ITF Monastir, Túnez         | Dura       | Ayumi Koshiishi      | Tiphanie Fiquet Akvile Parazinskaite | 6–4, 1–6, 6-10 |
| Pérdida   | 6.  | 5 de septiembre de 2021 | 15,000 | ITF El Cairo, Egipto        | Arcilla    | Riko Sawayanagi      | Giorgia Pinto Gaia Squarcialupi      | 4–6, 6–0, 5-10 |

## Otros
- Estadísticas en Tennis Explorer
- Estadísticas en Core Tennis
- Estadísticas en Tennis Live
- Estadísticas en SofaScore

## Redes sociales
- Twitter

- Instagram

- Datos: Q104776957